# Garrel

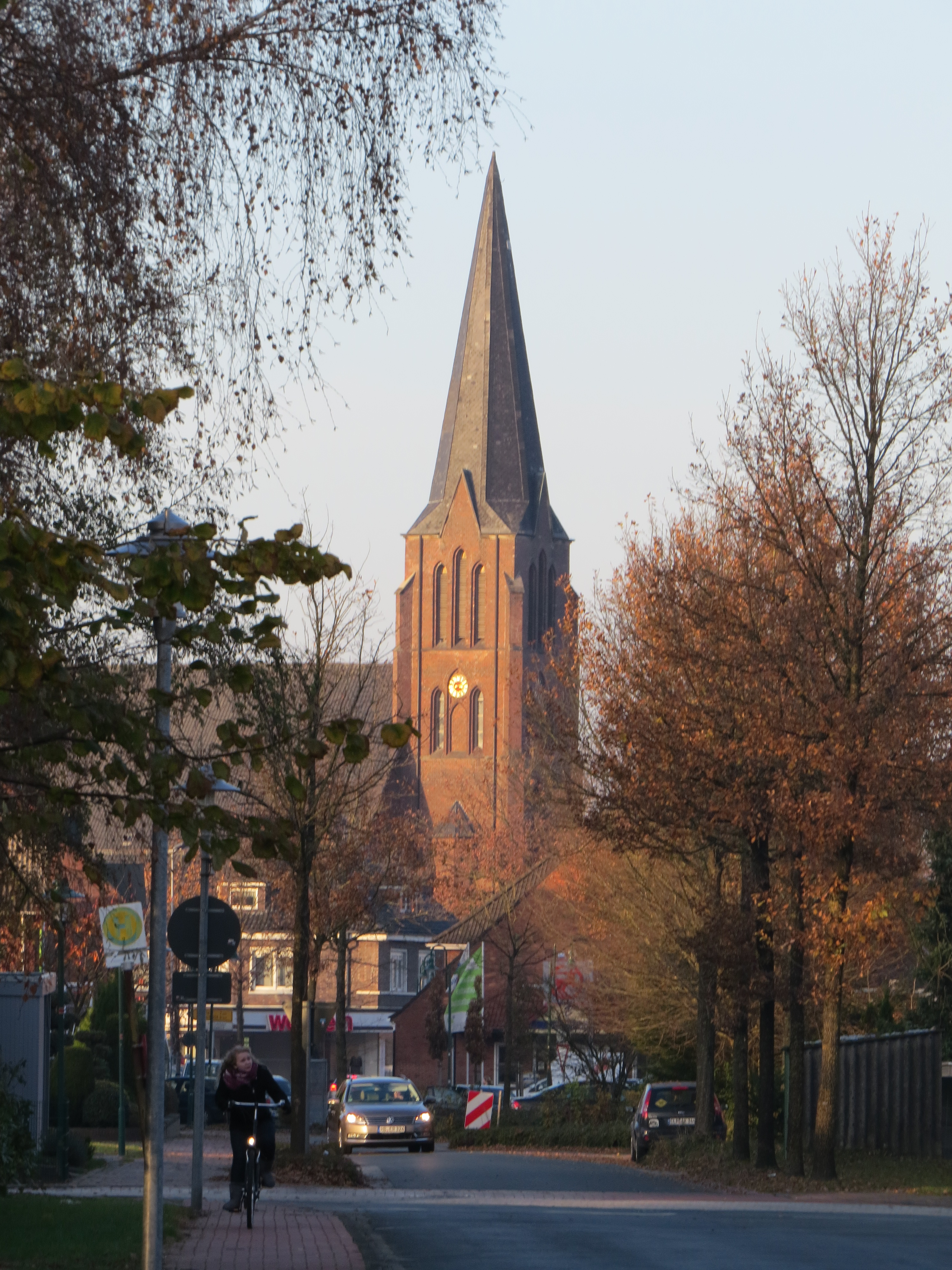
Hauptstraße mit kath. Pfarrkirche in Garrel

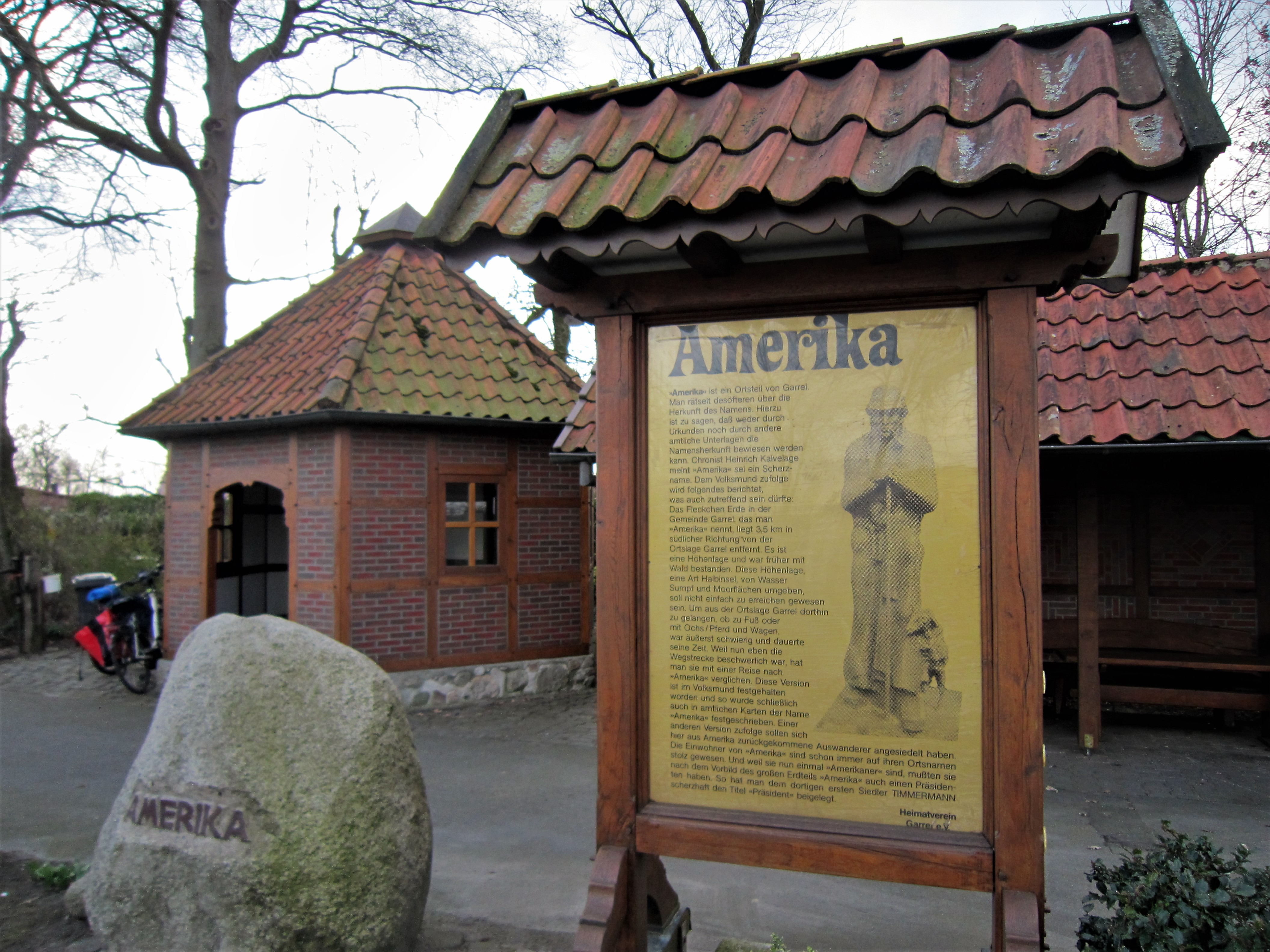
Rastplatz im Ortsteil Amerika

Garrel ist eine Gemeinde im Landkreis Cloppenburg im Oldenburger Münsterland in Niedersachsen.

## Geographie

### Geographische Lage
Die Gemeinde Garrel liegt etwa 25 Kilometer südsüdwestlich von  Oldenburg und 13 Kilometer nordnordwestlich von Cloppenburg. Südwestlich von Garrel findet sich die Thülsfelder Talsperre, östlich grenzt der Naturpark Wildeshauser Geest an das Gemeindegebiet an, welches der Südoldenburger Marschlandschaft zugerechnet wird. Im Südwesten, nahe der Thülsfelder Talsperre, findet man am Rande der Cloppenburger Geest typische Formationen der Geest des Norddeutschen Tieflandes – Heideflächen, die sich mit Kiefern- und Fichtenwäldern abwechseln.

### Gemeindegliederung
Die Gemeinde setzt sich politisch aus den folgenden sieben Ortsteilen zusammen:
- Beverbruch
- Bürgermoor-Kellerhöhe
- Falkenberg
- Garrel
- Nikolausdorf
- Petersfeld
- Varrelbusch

### Nachbargemeinden
Nachbargemeinden im Landkreis Cloppenburg sind:
- Emstek
- Cloppenburg
- Molbergen
- Friesoythe
- Bösel

Nachbargemeinden im Landkreis Oldenburg sind:
- Großenkneten
- Wardenburg

### Klima
In Garrel herrscht gemäßigtes Seeklima, das durch feuchte Nordwestwinde von der Nordsee beeinflusst ist. Im langjährigen Mittel erreicht die Lufttemperatur im Ort 8,5 bis 9,0 °C und es fallen ca. 700 mm Niederschlag. Zwischen Mai und August kann mit durchschnittlich 20 bis 25 Sommertagen (klimatologische Bezeichnung für Tage, an denen die Maximaltemperatur 25 °C übersteigt) gerechnet werden.

## Geschichte
Erste amtliche Aufzeichnungen über die Bewohner Garrels in Form von 12 Familien finden sich in einem Steuerregister aus dem Jahre 1473 unter der Bezeichnung „Gerdel“. Die erste Urkunde über Garrel datiert aus dem Jahre 1479 im oldenburgischen Urkundenbuch. Es wird allerdings angenommen, dass der Ursprung bis in die heidnische Zeit zurückreicht und Garrel somit eine 1000-jährige Geschichte hinter sich hat.
Als selbstständige politische Gemeinde existiert Garrel erst seit 1872. Zuvor gehörte der Ort zu der Gemeinde Krapendorf im oldenburgischen Amt Cloppenburg. Das Ortsgebiet war seit der Christianisierung Teil des Kirchspiels Krapendorf.
Meteoriteneinschlag in Beverbruch
Am 10. September 1930 um 14.15 Uhr schlug im Ortsteil Beverbruch ein Meteorit ein. Es ist ein Teil des Meteoriten Oldenburg, der in etwa 4 km Höhe oberhalb der Ortschaft Döhlen in mindestens zwei Hauptteile zerbrach, die in Beverbruch und Bissel (Gemeinde Großenkneten) niedergingen. Das größere Fragment Beverbruch mit einem Gewicht von 11,73 kg befindet sich heute in privater Hand, nachdem 1995 die Tochter des Eigentümers Konrad Meyer es aus der Dauerleihgabe im Museumsdorf Cloppenburg zum Verkauf anbot. Das Fragment „Bissel“ ist seit 2012 verschollen.
Zeit des Nationalsozialismus
Bei der Reichstagswahl im März 1933 errang die NSDAP 36,9 % in Garrel und damit den zweithöchsten Wert im Amt Cloppenburg.
Bereits 1932 war in Garrel eine Ortsgruppe der NSDAP entstanden, die am 16. März 1933 eines ihrer Mitglieder als Gemeindevorsteher einsetzte. Danach nutzten NSDAP-Angehörige ihre Machtfülle, um persönliche Rechnungen zu begleichen und ihre Interessen mit Gewalt durchzusetzen.
In Garrel fand anlässlich der Eröffnung des Reichstags am 21. März 1933, dem Tag von Potsdam, ein Fackelmarsch statt, bei dem aus der Menge heraus wiederholt „Juda verrecke“ gerufen wurde.  Öffentliche Verhöre, Gewaltanwendung und willkürliche Verhaftungen sind in mindestens drei Fällen belegt. Auch eine Einlieferung ins Konzentrationslager Esterwegen ist nachvollziehbar.
Ein Gegner der Nationalsozialisten war der Garreler Pfarrer Conrad Landgraf. Fehlverhalten in der Amtsführung, Empörung in der Bevölkerung und Steuervergehen führten schließlich zur Absetzung der NSDAP-Vertreter der ersten Jahre in Garrel. Von 1938 bis 1940 war Bernhard Eckholt (NSDAP) Bürgermeister von Garrel.
21. Jahrhundert
Im Jahr 2000 war Garrel Gastgeber des 13. Europaschützenfestes, einer Veranstaltung der Europäischen Gemeinschaft Historischer Schützen.

## Religionen

### Konfessionsstatistik
15.175 Einwohner lebten laut Landesamt für Statistik zum Stichtag 30. September 2019 insgesamt in der Gemeinde Garrel. Davon sind 8.658 (57 %) römisch-katholisch, 2302 sind evangelischer Konfession und 3698 Einwohner haben andere Religionen oder gar keine.

### Katholische Kirchengemeinde St. Johannes Baptist Garrel

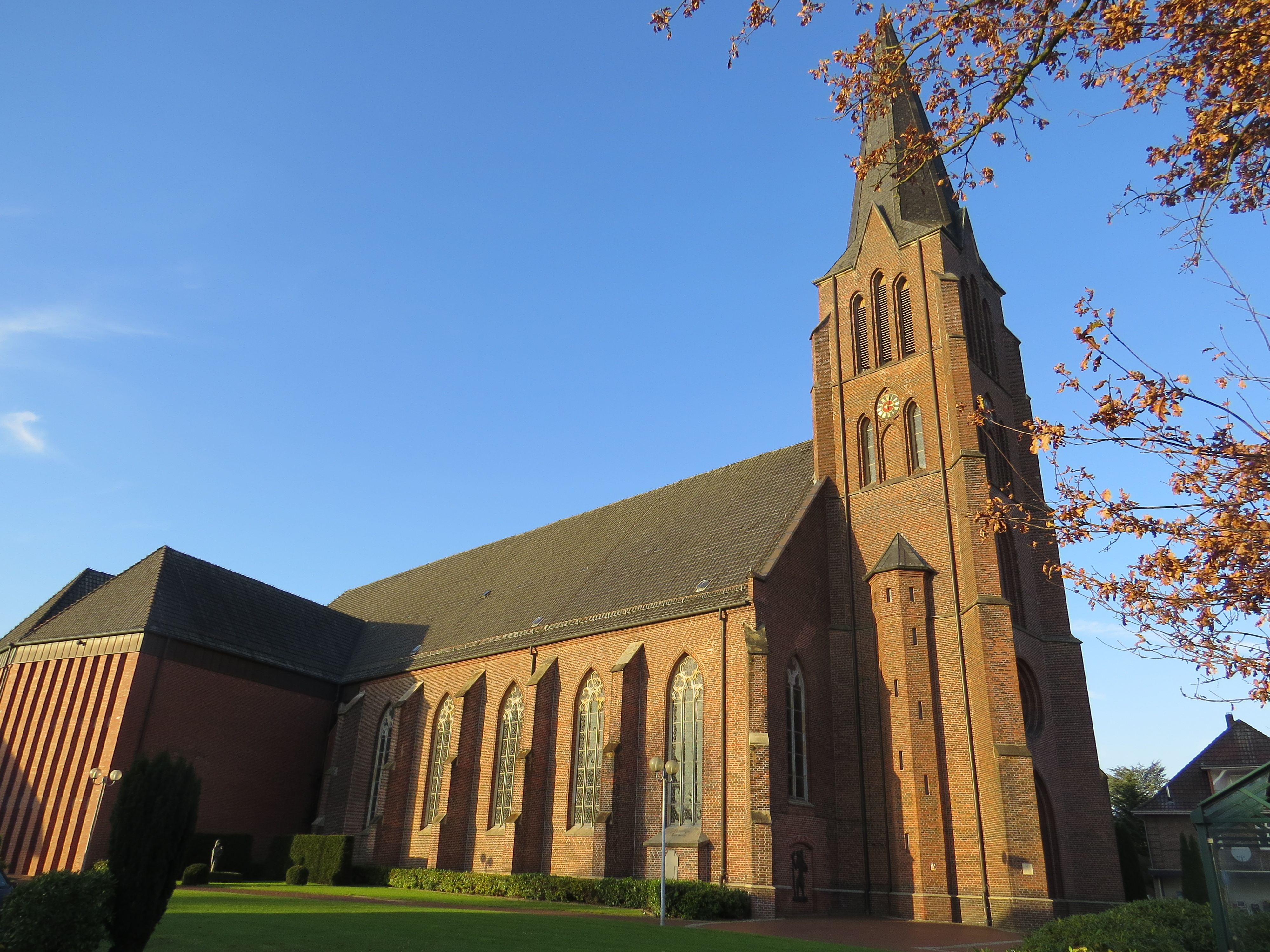
St. Peter und Paul in Garrel

Die Katholische Kirchengemeinde St. Johannes Baptist wurde am 24. Oktober 2004 durch den Bischof von Münster, Reinhard Lettmann, aus der Pfarrgemeinde St. Peter und Paul Garrel sowie den drei Kapellengemeinden Beverbruch, Falkenberg und Nikolausdorf gebildet. Die Pfarrgemeinde umfasst somit, bis auf den Ortsteil Varrelbusch, fast die gesamte Fläche der politischen Gemeinde. Die Gemeindeneugründung stellt eines der ersten Beispiel für die Fusion von Kirchengemeinden im Offizialatsbezirk Vechta dar. Als Pfarrkirche erhalten blieb die Kirche St. Peter und Paul in Garrel. Die wichtigsten Gremien der Kirchengemeinde sind der Pfarreirat mit den Sachausschüssen, die für die einzelnen Gemeindeteile zuständigen Ortsausschüsse (Garrel, Beverbruch, Falkenberg und Nikolausdorf) sowie der Kirchenausschuss.
Einrichtungen
Die Pfarrgemeinde unterhält in den Ortsteilen folgende Einrichtungen.
Garrel:
- Bildungswerk Garrel e. V.
- Johanneshaus – Pfarrheim
- Kindergarten St. Peter und Paul
- Bücherei St. Peter und Paul
- Canisiusstift – Schwesternhaus
- Caritas Sozialstation

Beverbruch:
- Josefshaus – Pfarrheim
- Kindergarten St. Josef
- Bücherei St. Josef

Falkenberg:
- Marienhaus – Pfarrheim

Nikolausdorf:
- Pfarrheim
- Kindergarten St. Nikolaus
- Bücherei St. Nikolaus

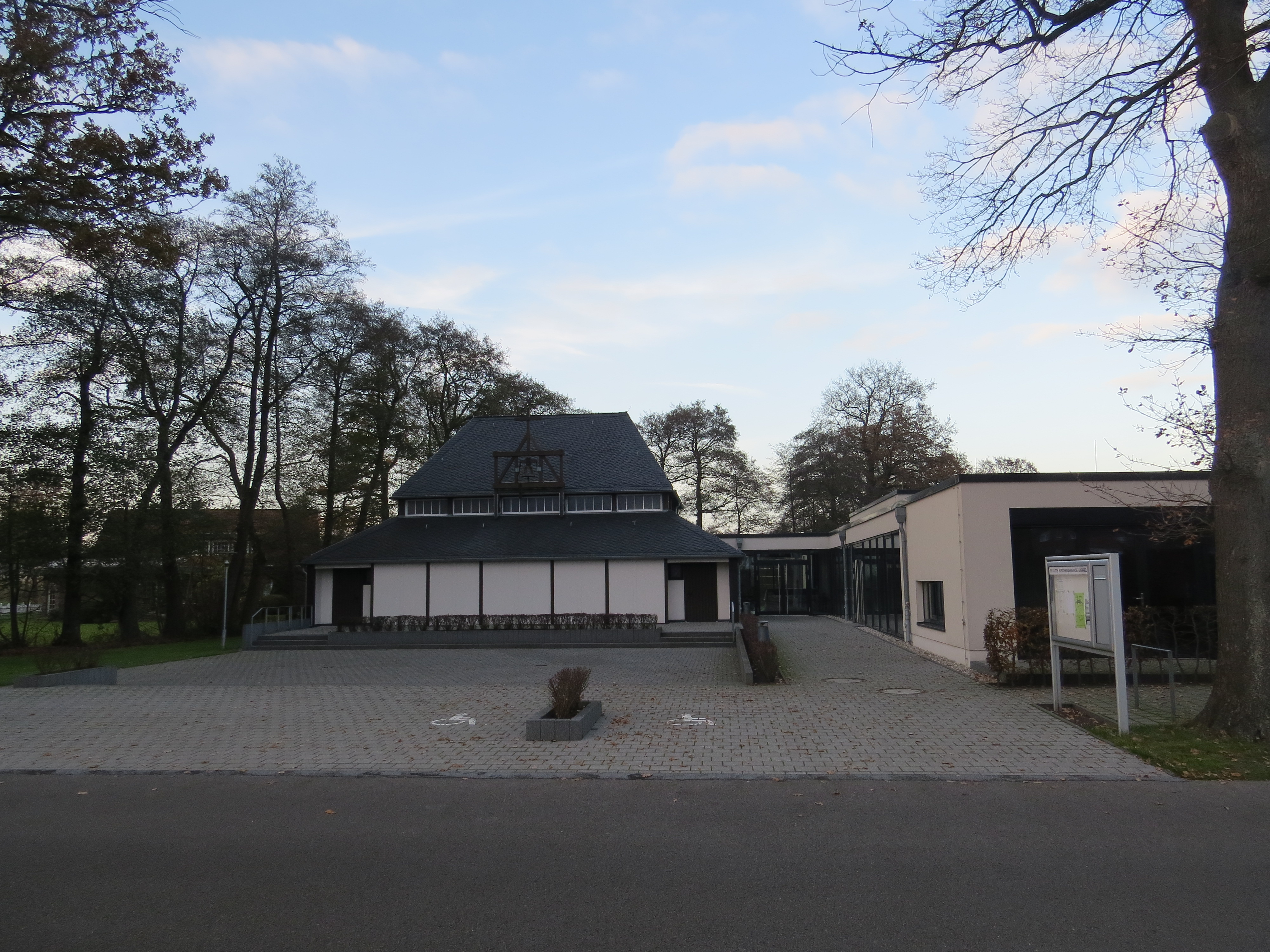
Evangelisch-lutherische Kirche in Garrel

Zusätzlich unterhält die Katholische Kirchengemeinde in jedem Ortsteil einen eigenen Friedhof. Weitere Friedhöfe von anderen Kirchengemeinden bzw. der politischen Gemeinde gibt es nicht.

### Evangelisch-lutherische Kirchengemeinde Garrel
Im Jahr 1950 wurde die „Friedenskirche“ als Gemeindezentrum des Bartning-Notkirchen-Typs D errichtet. Sie wurde unter Denkmalschutz gestellt. Eine stetig wachsende Zahl der Gemeindemitglieder machte es erforderlich, neue Räumlichkeiten für die Gemeinde zu schaffen. Daher wurde die Kirche innerhalb Garrels an einen anderen Ort versetzt und mit einem völlig neuen Gemeindezentrum verbunden. Am 13. Dezember 2009 wurde der erste Gottesdienst am neuen Standort gefeiert.

## Politik

### Gemeinderat
- Grüne: 1
- SPD: 4
- FDP: 2
- CDU: 16
- FW: 5

Der Rat der Gemeinde Garrel besteht aus 28 Ratsfrauen und Ratsherren. Die Ratsmitglieder werden durch eine Kommunalwahl für jeweils fünf Jahre gewählt. Die aktuelle Amtszeit begann am 1. November 2021 und endet am 31. Oktober 2026.
Stimmberechtigt im Gemeinderat ist außerdem der hauptamtliche Bürgermeister Thomas Höffmann.
Die letzten Gemeinderatswahlen führten zu folgenden Ergebnissen:
| Partei / Liste  | 12. September 2021 | 12. September 2021 |        | 11. September 2016 | 11. September 2016 | 11. September 2011 | 11. September 2011 | 10. September 2006 | 10. September 2006 |
| Partei / Liste  | %                  | Sitze              | %      | Sitze              | %                  | Sitze              | %                  | Sitze              |                    |
| CDU             | 55,9               | 16                 | 60,8   | 17                 | 82,1               | 23                 | 86,4               | 24                 |                    |
| BfG             | 16,4               | 5                  | 18,9   | 5                  | –                  | –                  | –                  | –                  |                    |
| SPD             | 15,4               | 4                  | 12,2   | 4                  | 09,8               | 3                  | 07,0               | 2                  |                    |
| FDP             | 06,2               | 2                  | 08,1   | 2                  | 08,1               | 2                  | 06,6               | 2                  |                    |
| Grüne           | 05,0               | 1                  | –      | –                  | –                  | –                  | –                  | –                  |                    |
| Einzelbewerber  | 01,2               | 0                  | –      | –                  | –                  | –                  | –                  | –                  |                    |
| Wahlbeteiligung | 56,5 %             | 56,5 %             | 57,7 % | 57,7 %             | 53,5 %             | 53,5 %             | 61,0 %             | 61,0 %             |                    |

### Bürgermeister
Hauptamtlicher Bürgermeister der Gemeinde Garrel ist Thomas Höffmann, der als unabhängiger Kandidat von der SPD, FDP und BfG unterstützt und am 1. Dezember 2019 mit 63,25 % zum neuen Bürgermeister gewählt wurde. Höffmann konnte sich in der Wahl gegen drei Kandidaten durchsetzen. Er folgt auf Andreas Bartels, der im Juli 2019 nach einem Misstrauensvotum sein Amt aufgegeben hat.

### Wappen
| | Blasonierung: „Das Wappen der Gemeinde Garrel zeigt auf einem goldenen (gelben) Wappenschild einen Schäfer mit blauem Mantel, rotem Untergewand, schwarzem Hut und schwarzem Hirtenstab.“ |
| Wappenbegründung: Das am 31. Oktober 1969 vom Präsidenten des Niedersächsischen Verwaltungsbezirks Oldenburg verliehene Wappen in den oldenburgischen Landesfarben Gold, Rot und Blau, somit sind auch die münsterschen Farben Gold und Rot enthalten, entstammt dem am 11. Januar 1937 vom Reichsstatthalter von Oldenburg und Bremen verliehenen Wappensiegel. Es weist mit dem Schäfer auf die frühere große Bedeutung der Schafzucht in der Gemeinde hin. | |

### Flagge
|  | 00Hissflagge:„Die Flagge ist blau-rot geteilt mit dem aufgelegten Wappen in der Mitte.“ |

### Gemeindepartnerschaft
Garrel unterhält eine Partnerschaft mit 16 französischen Gemeinden im Kanton Bléré im Département Indre-et-Loire. Die Partnerschaft wurde am 5. September 1966 in Garrel und am 25. Juni 1967 in Bléré durch den Austausch von Urkunden begründet. Jedes Jahr findet aufgrund dieser Partnerschaft ein Jugendaustausch statt, bei dem vorwiegend Jugendliche zwischen 12 und 17 Jahren teilnehmen.

## Kultur und Sehenswürdigkeiten
- Thülsfelder Talsperre
- Buurnmuseum Nikolausdorf

In Nikolausdorf beantworten alljährlich Einwohner der Siedlung ehrenamtlich Briefe, die an den Heiligen Nikolaus adressiert sind. Im Jahr 2010 gelangten 7500 Briefe nach Nikolausdorf. Tatsächlich ist der Ort nach dem oldenburgischen Großherzog Nikolaus Friedrich Peter (1827–1900) benannt.

### Sport
In Garrel besteht der Sportverein BV Garrel.

## Regelmäßige Veranstaltungen
- Schützenfest
- Kirmes
- Freimarkt
- Kunst- und Kulturtage
- Weihnachtsmarkt
- Crazy Summer Night, Freiluftparty im Ortsteil Falkenberg[16]

## Wirtschaft und Infrastruktur
In Garrel haben sich besonders Firmen im Bereich der Lebensmittelindustrie, Landwirtschaft, sowie der Druckindustrie angesiedelt. Die Unternehmensgruppe Heidemark ist einer der größten deutschen Produzenten und Vermarkter von Geflügelprodukten und hat in Garrel ihren Unternehmenssitz, ebenso der Tierfutterproduzent Fleming + Wendeln. Die Firma Böseler Goldschmaus, Teil der Goldschmaus Gruppe, gehört zu den größten Schweineschlachtbetrieben Deutschlands.
Garrel war Sitz einer Produktionsstätte der Lieken Brot- und Backwaren GmbH, die Ende 2018 geschlossen wurde. Umstrukturierungsmaßnahmen bewegten den Lieken Konzern zu diesem Schritt.
Die Hauptverwaltung der Lieken Brot- und Backwaren GmbH inklusive Rechenzentrum und Versuchsbäckerei als Teil der Lieken AG verblieben in Garrel.
Von 1897 bis 2019 bestand die Raiffeisenbank Garrel.

### Verkehr
Garrel liegt zwischen der Bundesstraße 72 und der Bundesautobahn 29. Die Autobahn A 1 ist über die Auf- und Abfahrt Cloppenburg sowie über das Autobahndreieck Ahlhorner Heide erreichbar. Früher bestand ein Bahnanschluss an die Bahnstrecke Cloppenburg–Ocholt, die aber mittlerweile nur noch von der Friesoyther Museumsbahn und gelegentlich von Privatbahnanbietern zum Holzabtransport genutzt wird.

## Persönlichkeiten

### Ehrenbürger
- Georg Lanfermann (Senior), von 1950 bis 1976 Bürgermeister in Garrel

### Ehrenamtspreisträger
Jährlich werden auf Vorschlag Garreler Bürger Persönlichkeiten ausgewählt, welche sich in ihrem Leben durch ein oder mehrere Ehrenämter in Vereinen, Verbänden oder Kirchengemeinden besonders ausgezeichnet haben. Diese werden durch den Bürgermeister zu „Ehrenamtspreisträgern“ ernannt. Im darauffolgenden Jahr sind diese dann zu allen offiziellen Veranstaltungen der politischen Gemeinde als Ehrengäste eingeladen.

### Söhne und Töchter der Gemeinde
- Heinrich Timmerevers (* 1952), katholischer Geistlicher, Bischof von Dresden-Meißen
- Karl-Heinz Bley (* 1952), Politiker, ehemaliges Mitglied des Niedersächsischen Landtags
- Eugen Gehlenborg (* 1947), ehemaliger Vizepräsident des Deutschen Fußball-Bundes[18]